# Liste der Kreisstraßen im Kreis Warendorf
Die Liste der Kreisstraßen im Kreis Warendorf ist eine Auflistung der Kreisstraßen im Kreis Warendorf, Nordrhein-Westfalen.

## Abkürzungen
- K: Kreisstraße
- L: Landesstraße

## Liste
Die Kreisstraßen behalten die ihnen zugewiesene Nummer innerhalb von Nordrhein-Westfalen auch bei einem Wechsel in einen anderen Kreis oder in eine kreisfreie Stadt. Nicht vorhandene bzw. nicht nachgewiesene Kreisstraßen werden in Kursivdruck gekennzeichnet, ebenso Straßen und Straßenabschnitte, die unabhängig vom Grund (Herabstufung zu einer Gemeindestraße oder Höherstufung) keine Kreisstraßen mehr sind.
Der Straßenverlauf wird in der Regel von Nord nach Süd und von West nach Ost angegeben.
| Nr.  | Verlauf |
| ---- | --- |
| K 1  | L 793 in Freckenhorst – Flintrup – K 20 – K 23 – Rückamp – Enniger – L 792 – K 6 – Vorhelm – L 586 – Dorffeld – K 42 – in Ahlen                                                                       |
| K 2  | L 831 in Beelen – Hemfeld – L 793 – Ostenfelde – Vintrup – K 2N – K 23 in Ennigerloh |
| K 2N | in Ennigerloh – K 2 in Ennigerloh |
| K 3  | (K 3 in Münster) – Kreisgrenze – Wettendorf – Alverskirchen – L 811 – Everswinkel – K 19 – L 793 – Neuwarendorf – in Warendorf                                                                        |
| K 4  | L 851 in Rinkhöven – Hardt bei Sendenhorst – L 506 – Jonsthövel – in Ahlen |
| K 5  | (K 5 im Kreis Coesfeld) – Kreisgrenze – K 32 – in Herrenstein |
| K 6  | L 851 in Holtrup bei Hoetmar – Wessenhorst – L 547 – Enniger – L 792 – K 1 – Pöling – in Neubeckum |
| K 7  | in Beelen – Holtbaum – K 8 – L 806 in Lette |
| K 8  | L 793 – Pohlstadt – K 7 – Kreisgrenze – (K 8 im Kreis Gütersloh) |
| K 9  | L 806 in Lette – Kreisgrenze – (K 9 im Kreis Gütersloh) – Kreisgrenze in der Straßenmitte – (K 9 im Kreis Gütersloh)                                                                                  |
| K 10 | (K 10 im Kreis Steinfurt) – Kreisgrenze – Brock – Eichendorf – L 830 |
| K 11 | L 793 in Oelde – K 12 – L 792 – Böckenförde – L 586 |
| K 12 | K 11 in Oelde – K 13 – Kreisgrenze in der Straßenmitte – Kreisgrenze – (K 12 im Kreis Gütersloh) |
| K 13 | L 806 in Oelde – K 52 – Menninghausen – K 12 |
| K 14 | L 586 in Stromberg – K 55 – Köllentrup – K 23 – Basel – Wadersloh – K 56 – – Liesborn – K 24 – L 652 – K 16 – Hentrup – K 15 – Göttingen – L 822                                                      |
| K 15 | (K 15 im Kreis Soest) – Kreisgrenze – K 14 – L 848 – Suderlage – L 828 – Kreisgrenze – (K 15 im Kreis Soest)                                                                                          |
| K 16 | (K 16 im Kreis Soest) – Kreisgrenze – K 14 |
| K 17 | (K 17 in Münster) – Kreisgrenze – Verth links der Ems – – Telgte – L 585 – L 811 – K 18 – Vechtrup – L 548 in Einen                                                                                   |
| K 18 | K 17 in Vechtrup – Hörste – L 830 – Milte – L 548 – K 38 – K 51 – Gröblingen – Sassenberg – Dackmar – in Vohren                                                                                       |
| K 19 | in Raestrup – Müssingen – K 3 – L 793 – Everswinkel – K 20 – Wieningen – L 811 in Schuter |
| K 20 | K 19 in Everswinkel – K 43 – Hoetmar – L 851 – L 547 – K 1 – Buddenbaum – Büttrup – in Westkirchen |
| K 21 | (K 21 im Kreis Coesfeld) – Kreisgrenze – L 671 – Mersch – K 31 – Drensteinfurt – – Riepensell – L 811 in Borbein                                                                                      |
| K 22 | (K 22 im Kreis Gütersloh) – Kreisgrenze – Oester – in Beelen |
| K 23 | K 1 – Beesen – – Ennigerloh – K 2 – L 792 – Neubeckum – L 882 – Vellern – K 45 – Höckelmer – L 586 – Holter – Sünninghausen – L 793 – Basel – K 14                                                    |
| K 24 | L 808 in Beckum – Unterberg I – Kreisgrenze – (K 24 im Kreis Soest) – Kreisgrenze – Winkelhorst – L 852 – Liesborn – L 848 – K 14 – K 54                                                              |
| K 25 | L 808 in Beckum – Unterberg II – Kreisgrenze – (K 25 im Kreis Soest) |
| K 26 | – Nordholt – Walstedde – L 671 |
| K 27 | L 811 in Ahlen – L 547 – Guissen – L 507 |
| K 28 | in Ahlen – Rosendahl bei Ahlen – Pustekrey – Werse – L 794 in Beckum |
| K 31 | in Drensteinfurt – K 21 in Drensteinfurt |
| K 32 | L 871 – Ameke – K 5 |
| K 33 | K 3 in Alverskirchen – Holling – L 520 – West I – West II – L 585 in Albersloh |
| K 34 | (K 34 im Kreis Steinfurt) – Kreisgrenze – Loburg – Ostbevern |
| K 35 | (K 35 im Kreis Steinfurt) – Kreisgrenze – L 811 |
| K 36 | (K 36 in Münster) – Kreisgrenze – Berl – L 586 |
| K 37 | (K 37 in Münster) – Kreisgrenze mitten auf dem nicht befahrbaren Waldweg als Verbindungsweg – L 585                                                                                                   |
| K 38 | L 830 in Milte – Vinnenberg – Abzweig nach Glandorf (– Landesgrenze – K 339 im Landkreis Osnabrück, Niedersachsen) – Füchtorf – – Elve – Landesgrenze – (K 338 im Landkreis Osnabrück, Niedersachsen) |
| K 40 | (K 40 im Kreis Coesfeld) – Kreisgrenze – in Rinkerode |
| K 42 | K 1 – Bergeickel – L 581 in Hilgenfeld |
| K 43 | L 793 – Natarp – K 20 |
| K 44 | Warendorf – K 18 in Sassenberg |
| K 45 | K 23 in Vellern – in Beckum |
| K 46 | L 811 in Brock – L 588 in Vadrup |
| K 50 | in Telgte – L 585 – L 811 – in Raestrup |
| K 51 | Warendorf – Gröblingen – K 18 – Twillingen – Füchtorf – – Kreisgrenze – (K 51 im Kreis Gütersloh) |
| K 52 | K 11 in Oelde – Menninghausen – K 13 – Kreisgrenze – (K 52 im Kreis Gütersloh) |
| K 54 | (K 54 im Kreis Gütersloh) – Kreisgrenze – – Kreisgrenze in der Straßenmitte – K 24 – Kreisgrenze – (K 54 im Kreis Soest)                                                                              |
| K 55 | K 14 in Köllentrup – Kreisgrenze – (K 55 im Kreis Gütersloh) |
| K 56 | (K 56 im Kreis Gütersloh) – Kreisgrenze – Wadersloh – K 14 – |

## Quelle
- Landesvermessungsamt Nordrhein-Westfalen, Kreiskarte Nr. 55: Kreis Warendorf